# Les riches pleurent aussi
Les riches pleurent aussi (Los ricos también lloran) est une telenovela mexicaine produite par Televisa et diffusée entre le 21 février 2022 et le 13 mai 2022 sur Las Estrellas,,.
Il s'agit d'un redémarrage basé sur la telenovela mexicaine du même nom Los ricos también lloran en 1979-1980 et la quatrième de la série d'anthologie Fábrica de sueños.
En France, elle est diffusée entre le 30 septembre 2022 et le 22 décembre 2022 et les rediffusions du 6 avril 2024 au 22 juin 2024 sur Novelas TV.
Le feuilleton est également disponible sur 6play depuis le 4 avril 2024.
Le feuilleton est diffusée sur Antenne Réunion en janvier 2025.

## Synopsis
Mariana est une jeune femme brillante et courageuse qui se retrouve sans ressources à la mort de ses deux parents et de sa marraine. Le destin lui sourit lorsqu’elle croise la route de Don Alberto Salvatierra, un magnat de l’industrie alimentaire, à qui elle sauve la vie. Il l’invite alors à s’installer dans le manoir des Salvatierra où il vit avec sa famille. Lorsque Mariana rencontre le fils aînée de la famille Luis Alberto, ils tombent éperdument amoureux et entament une relation passionnée…qui n’est malheureusement pas au goût de Soraya, la fille de l’ancien associé de Don Alberto. Cette dernière rêvant d’épouser Luis Alberto depuis des années fera tout pour détruire la vie de Mariana. Les deux amoureux devront surmonter des épreuves et des drames. Mariana prendra alors conscience que les riches pleurent aussi…

## Distribution
- Claudia Martín : Mariana (Salvatierra) Villarreal
- Sebastian Rulli : Don Luis Salvatierra Suárez
- Fabiola Guajardo : Soraya Montenegro
- Diego Klein : Santiago Montesinos
- Azela Robinson :  Dona Elena Suárez
- Alejandra Barros : Daniela Montesinos de Salvatierra
- Gulliermo García Cantú : Don Alberto Salvatierra
- Lore Graniewicz : Britny Chantal Domínguez Pérez
- Victor Gonzalez : Don Leonardo Alfaro
- Arturo Barba : Don Víctor Millán
- Rubén Sanz : Uriel López
- Thali García : Sofía Mandujano
- José Luis Franco : Commandante  Eduardo Becerra
- Antonio Fortier : Felipe Castillo
- Mimi Morales : Guadalupe Morales
- Mario Morán : Diego Fernández
- Michelle Jurado : Patricia Luna de Castillo
- Paola Toyos : Matilde Vélez
- Erik Díaz : Polo Hernández
- Axel Alcántara : Jhony Domínguez Pérez
- Sergio Reynoso : Don Ramiro Domínguez
- Henry Zakka : Père Guillermo Villarreal
- Delilah Polanco : Chabela Pérez de Domínguez
- Luis Gatica : Osvaldo Valdivia
- Darío Ripoll : Gregorio
- Arturo Carmona : Don Pedro Villarreal García
- Rodolfo Arias : Dr. Murillo
- Irineo Álvarez : Alfonso Romano
- Lupita Lara : Trinidad "Nana Trini"
- Fernando Banda : Casero
- Carlos Moreno Cravioto : Márquez
- Ricky Gutiérrez : Jesús Camargo
- Paulina de Alba : Constanza
- Pamela Barri : Lizzy
- Carla Suescun : Nayelli
- Carlos Gatica : Emilio Campos
- Arturo García Tenorio : Javier
- Hugo Catalán : Carlos
- Carilú Navarro : Doña Chole
- Alexa Ordaz Castro : Montserrat "Monse"
- Valentina Cervantes : Julieta Fernández
- César Valdivia : Manuel
- Natasha Domínguez : Tamara
- León Peraza : Don Rafael Montenegro Infante
- Sabrina Seara : Vivían
- Ariel López Padilla : Efrain Torres
- Sachi Tamashiro : Dra. Altamira
- Flor Martino : Romina
- Andy Lo : Maikel Redondo
- Dan Osorio : Gerente de Matsa
- Priscila Solorio : Ana
- Claudia Silva : Natalia "Naty"
- Mayra Rojas : Yolanda
- María Fernanda García : Sandra
- Ian Monterrubio : Edgar Castillo Luna
- Cirilo Santiago Pérez : Salvador
- Nicolás Haza : Luis Salvatierra Suárez (enfant)
- Zoé Itzayana : Mariana Villarreal Arellano (enfant)
- Ele Agüero : Soraya Montenegro (enfant)
- Héctor Salas : Matías Salvatierra Suárez (enfant)

## Production

### Développement
À la mi-octobre 2018, il a été annoncé que la telenovela faisait partie de la franchise et de l'anthologie Fábrica de sueños .  
La production et le tournage de la série ont commencé le 20 septembre 2021, confirmant en même temps  Rulli et Claudia Martín comme protagonistes de la série avec le casting confirmé,.  
La différence de la franchise La usurpadora, Cuna de lobos et Rubí qui comptait entre 25 et 27 épisodes, la série a confirmé 60 épisodes pour la production.  
Le tournage et la production de la série se sont terminés le 2 mars 2022.

## Diffusion
- Las Estrellas (2022)
- Novelas TV (2022) et (2024)
- 6play (2024)
- Antenne Réunion (2025).

## Autres versions
- Raquel (RCTV, 1973 -1975)
- Los ricos también lloran (Televisa, 1979 - 1980)
- María la del barrio (Televisa, 1995 -1996)
- Os Ricos também Choram (SBT, 2005 - 2006)
- Marina (Telemundo, 2006 - 2007)
- Maria la del Barrio (ABS-CBN, 2011 - 2012)